# Estado de naturaleza

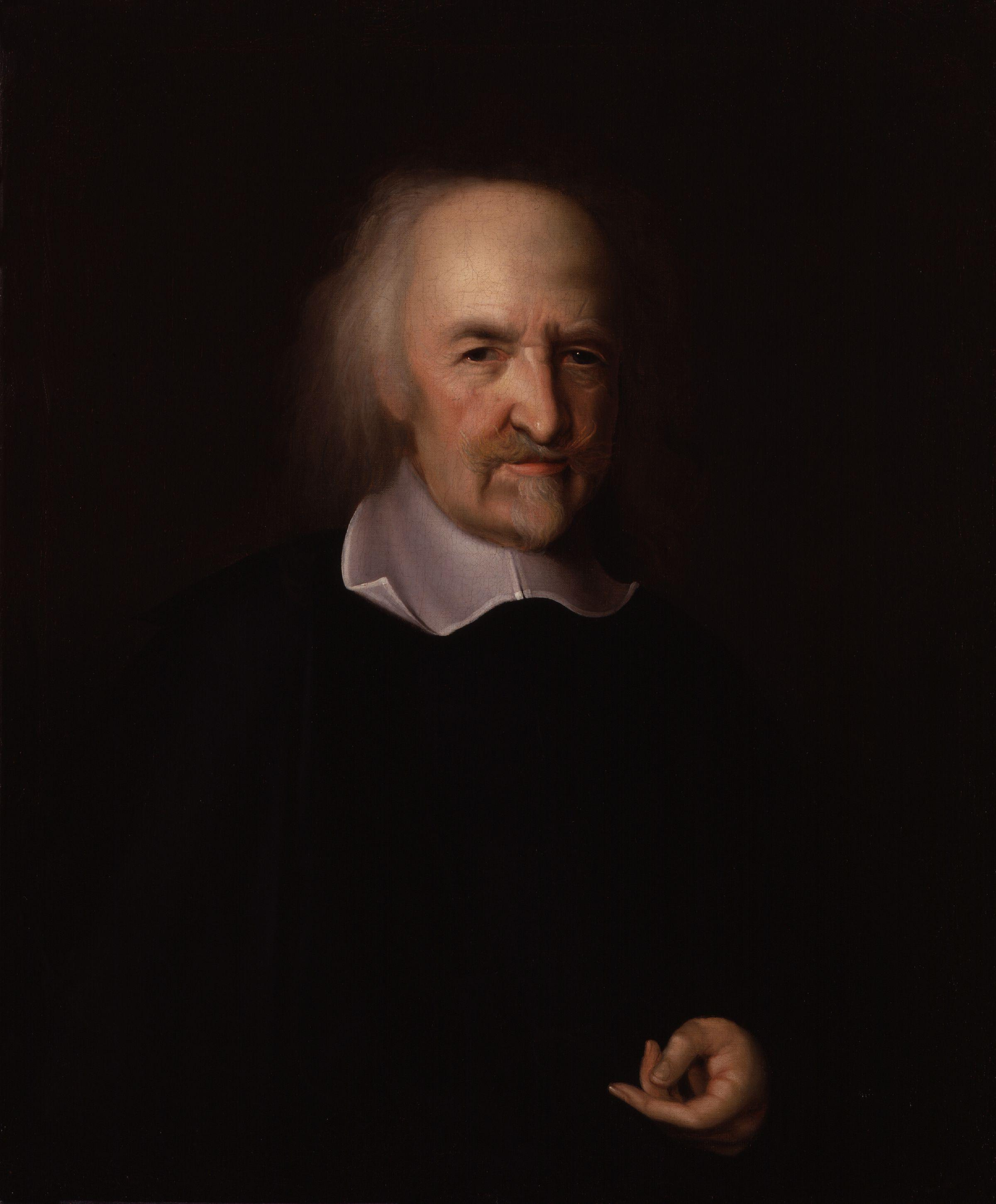
Thomas Hobbes by John Michael Wright

El estado de naturaleza es un concepto de moral; filosofía política, especialmente en ámbito iusnaturalista usado en la religión, teorías contractualistas y de ley internacional. Es una hipótesis metodológica que consiste en remontarse a la hipotética situación del hombre antes de la instauración del estado civil, esto es, del derecho, de la autoridad política y, según el caso, también de las normas morales. De este modo, se pretende dilucidar la situación natural de los hombres, así como su naturaleza y derechos.

## Filósofos destacados

### Thomas Hobbes
El término «estado de naturaleza» o «la condición natural del hombre» fue establecida por Thomas Hobbes, en su obra Leviatán (Hobbes) y su trabajo anterior De Cive. Hobbes argumentaba que todos los humanos son por naturaleza iguales en facultades físicas y psicológicas. Desde esta igualdad y otras causas en la naturaleza humana, todo el mundo está, naturalmente dispuesto a pelear entre sí, de modo que "Con todo ello es manifiesto que durante el tiempo en que los hombres viven sin un poder común que los atemorice a todos, se hallan en la condición o estado que se denomina guerra; una guerra tal que es la de todos contra todos". En este estado cada persona tiene derecho natural o libertad para hacer cualquier cosa necesaria para preservar la vida de cada uno; y la vida es "solitaria, pobre, desagradable, brutal y breve" (Leviatán, Capítulos XIII–XIV). Hobbes describió este estado de naturaleza con la frase en latín bellum omnium contra omnes (que significa: guerra de todos contra todos), en su obra De Cive.
Dentro de este estado no hay propiedad privada ni injusticia, ya que no hay ley, a excepción de determinados preceptos descubiertos por la razón (Derecho natural), la primera de las cuales es que "cada hombre debe esforzarse por la paz, mientras tiene esperanza de lograrla" (Leviatán, Capítulo XIV); y el segundo es que "si los demás consienten también, y mientras se considere necesario para la paz y defensa de sí mismo, a renunciar este derecho a todas las cosas y a satisfacerse con la misma libertad, frente a los demás hombres, que les sea concedida a los demás con respecto a él mismo" (loc. cit.). De aquí Hobbes desarrolla la manera de salir del estado de naturaleza hacia la sociedad, política y gobierno en el Contrato de mutuo.
De acuerdo a Hobbes el estado de naturaleza existe todo el tiempo entre los países independientes, sobre el cual no hay ley excepto las leyes de la naturaleza (Leviatán, Capítulos XIII y XXX).

### John Locke
John Locke considera el estado de naturaleza en su obra Tratados sobre el gobierno civil, escrito alrededor de la época de la Crisis de la exclusión en Inglaterra. Para Locke, en el estado de naturaleza todos los hombres son libres "para que cada uno ordene sus acciones y disponga posesiones y personas como juzgue oportuno, dentro de los límites de la ley de la naturaleza" (2.º Tr., §4). "El estado de naturaleza tiene una ley de naturaleza que lo gobierna" y esa ley es la razón. Locke creía que la razón enseña que "ninguno debe de dañar a otro en lo que atañe a su vida, salud, libertad o posesiones" (2.º Tr., §6) ; y que las transgresiones de esto pueden ser castigados. Este punto de vista del estado de naturaleza es principalmente deducido de la forma cristiana.
Aunque es natural asumir que Locke le estaba respondiendo a Hobbes, Locke nunca menciona a Hobbes y puede que le haya respondido a otros escritores de la época, como Robert Filmer.

### Montesquieu
Montesquieu usa el concepto de estado de naturaleza en su obra El espíritu de las leyes, impreso por primera vez en 1748. Montesquieu afirma el proceso de pensamiento en los humanos antes de la formación de la sociedad. Él decía que los seres humanos pueden tener la facultad de conocer y pensar primero en preservar su vida en el estado de naturaleza. Los humanos se pueden sentir impotentes y débiles al principio. Por lo tanto, los seres humanos en este estado no son capaces de atacarse a sí mismos. Después, la humanidad busca comida, así como cubrir necesidades sexuales y por miedo ante lo inhóspito, crea eventualmente una sociedad. Una vez creada la sociedad, un estado de guerra se produce entre las diferentes sociedades en donde todas fueron creadas de la misma manera. El propósito de la guerra es la conservación de la sociedad y del yo. La formación de la ley dentro de la sociedad es el reflejo y la aplicación de la razón para Montesquieu.

### Jean-Jacques Rousseau
El punto de vista de Hobbes fue impugnado en el siglo dieciocho por Jean-Jacques Rousseau, que decía que Hobbes tomaba personas socializadas y simplemente las imaginaba viviendo afuera de la sociedad en la que fueron criados. Él afirma que las personas no son buenas ni malas, pero que nacen como una pizarra en blanco y después la sociedad y el ambiente influyen en que dirección nos apoyamos. En el estado de naturaleza de Rousseau, la gente no se conocía lo suficiente para entrar en un conflicto y ellos tenían valores morales. La sociedad moderna y la propiedad que implica, se culpa por la interrupción del estado de naturaleza que Rousseau ve como la verdadera libertad.